# Uglas, Hautes-Pyrénées
Uglas är en kommun i departementet Hautes-Pyrénées i regionen Occitanien i sydvästra Frankrike. Kommunen ligger i kantonen Lannemezan som tillhör arrondissementet Bagnères-de-Bigorre. År 2022 hade Uglas 274 invånare.

## Befolkningsutveckling
Antalet invånare i kommunen Uglas
| Referens: INSEE |